# Васильєв Вадим Петрович
Васильєв Вадим Петрович (нар. 18 (31) грудня 1912 — 24 вересня 2003) — український радянський ентомолог, доктор біологічних наук, професор, академік НАН України, заслужений діяч науки, лауреат Державної премії України в галузі науки і техніки.  Член КПРС з 1942.

## Життєпис
Вадим Васильєв народився 18 (31) грудня 1912 року в м. Одеса. 
Після закінчення Харківського сільськогосподарського інституту (1935) працював в Українському науково-дослідному інституті виноградарства і виноробства, а в 1936-53 — в Українському науково-дослідному інституті плодівництва. 
У 1940 році захистив кандидатську дисертацію на тему: «Використання закономірностей тривалості розвитку комах від температури з метою довгострокового прогнозування». 
З 1941 по 1945 роки знаходився у лавах Радянської Армії.
У 1946 році після демобілізації завідувач відділу захису рослин в Українському науково-дослідному інституті плодівництва. 
У 1952 році захистив докорську дисертацію на тему: «Екологічні основи побудови системи заходів боротьби з шкідниками плодових культур». 
У червні 1953 року Постановою Президії Академії наук Української РСР Вадима Васильєва затверджено на посаді директора Інституту ентомології і фітопатології АН УРСР (з 1956 - Український науково-дослідний Інститут захисту рослин). 
У 1958 році працював професором в Українській сільськогосподарській академії.
У 1959 році академік УАСГН.
У 1964 році академік Національної академії наук України.
У 1998 році працював старшим науковим співробітником-консультантом ІЗР (Інститут захисту рослин НААН України).
У 1973 році Вадиму Петровичу указом Президії Верховної Ради Української РСР присвоєно почесне звання заслуженого діяча науки УРСР.
У 1979 році обіймав посаду старшого наукового співробітника-консультанта відділу хімічного методу боротьби з шкідниками сільськогосподарських культур.
З 1981 по 1985 роки член спеціалізованої вченої ради Укр НДІЗР із захисту кандидатських дисертацій.
24 вересня 2003 року Вадим Петрович пішов у вічність.

## Наукова діяльність
Вадим Васильєв опублікував 10 монографій, 8 довідників, 10 брошур.
Праці з питань захисту рослин. Розробив систему заходів боротьби з шкідниками плодових культур для різних зон УРСР, керував розробкою ефективних способів боротьби з буряковим довгоносиком та дослідами по удосконаленню хімічного методу захисту рослин.

## Нагороди
- Орден Вітчизняної війни ІІ-го ступеня;
- двома орденами Червоної Зірки;
- Орден Трудового Червоного Прапора (1958);
- Орден «Знак Пошани» (1966, 1977);
- медаль «За бойові заслуги»;
- медаль «За оборону Кавказу»;
- медаль «За оборону Києва»;
- медаль «За перемогу над Німеччиною»;

- Державна премія УРСР (1976).